# Parc national de la Serra do Divisor
Pour le parc national du Pérou, voir Parc national de la Sierra del Divisor.
Le parc national de la Serra do Divisor est un parc national situé dans l'État d'Acre au Brésil, à la frontière avec le Pérou. Il a une superficie de 8 463 km2. Il a été créé le 16 juin 1989. Le parc forme, avec les parcs nationaux du Cap Orange, des montagnes de Tumucumaque, du mont Roraima et du Pico da Neblina, l’ensemble des parcs nationaux bordant l’Amazonie brésilienne.

## Géographie
Il est considéré comme l'un des endroits les plus riches en biodiversité de l’Amazonie. Plusieurs espèces végétales et animales endémiques sont présentes, en partie, en raison de leur proximité avec l’écosystème andin, dans une région de transition des basses terres de l’Amazonie et de la cordillère des Andes. Il a une superficie de 843 000 hectares, ce qui en fait le quatrième plus grand parc national du Brésil. Le parc est une zone qui a peu souffert de déforestation, avec seulement 2 % de sa superficie déboisée.
Plusieurs populations indigènes habitent le parc, à tel point que la future réserve indigène de la rivière Moa est déjà en cours de démarcation, ainsi que des exploitants de caoutchouc qui y vivent depuis quelques générations.
La rivière Moa est l’une des principales attractions du parc.

## Projet péruvien homologue
Une extension de ce parc vers l'ouest, du côté péruvien de la forêt amazonienne, est en projet. L'arrêté de création du nouveau parc semblait sur le point d'être signé en 2015,, mais il a été mis en attente par le président péruvien alors que de nombreuses pressions anthropiques (dont déforestation et cultures de coca encore en cours en 2015,) s'exercent sur le milieu.

## Galerie

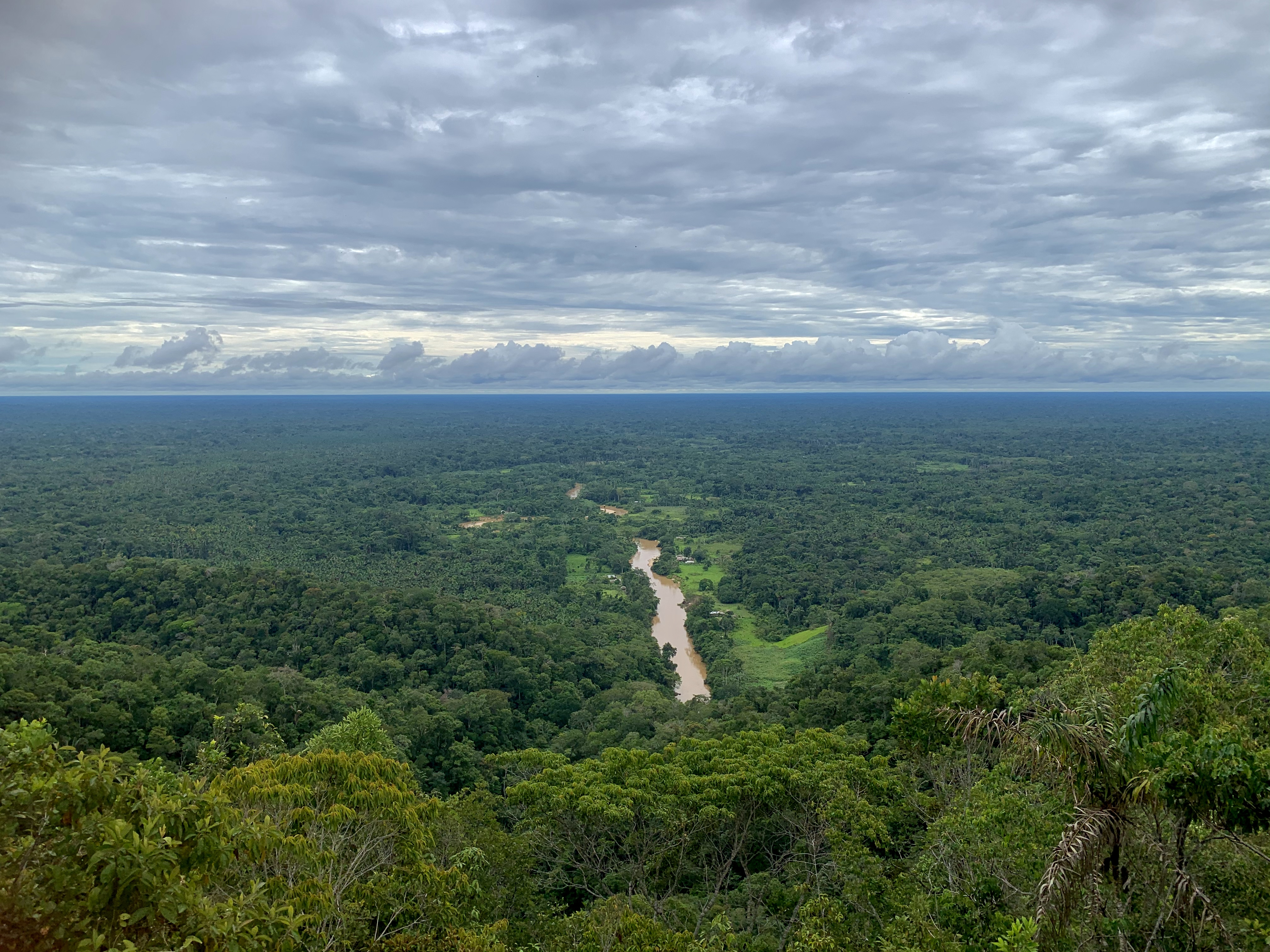
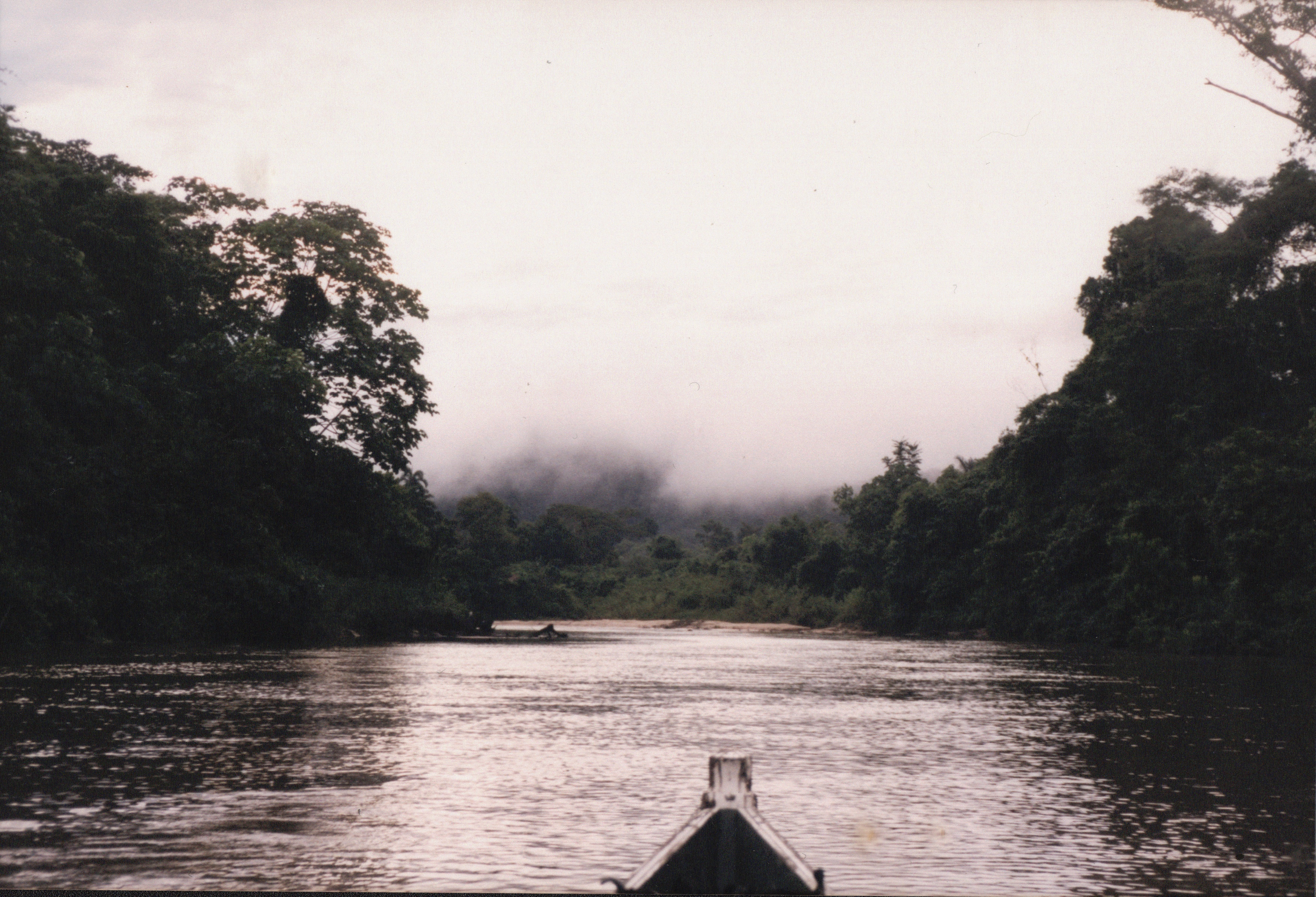
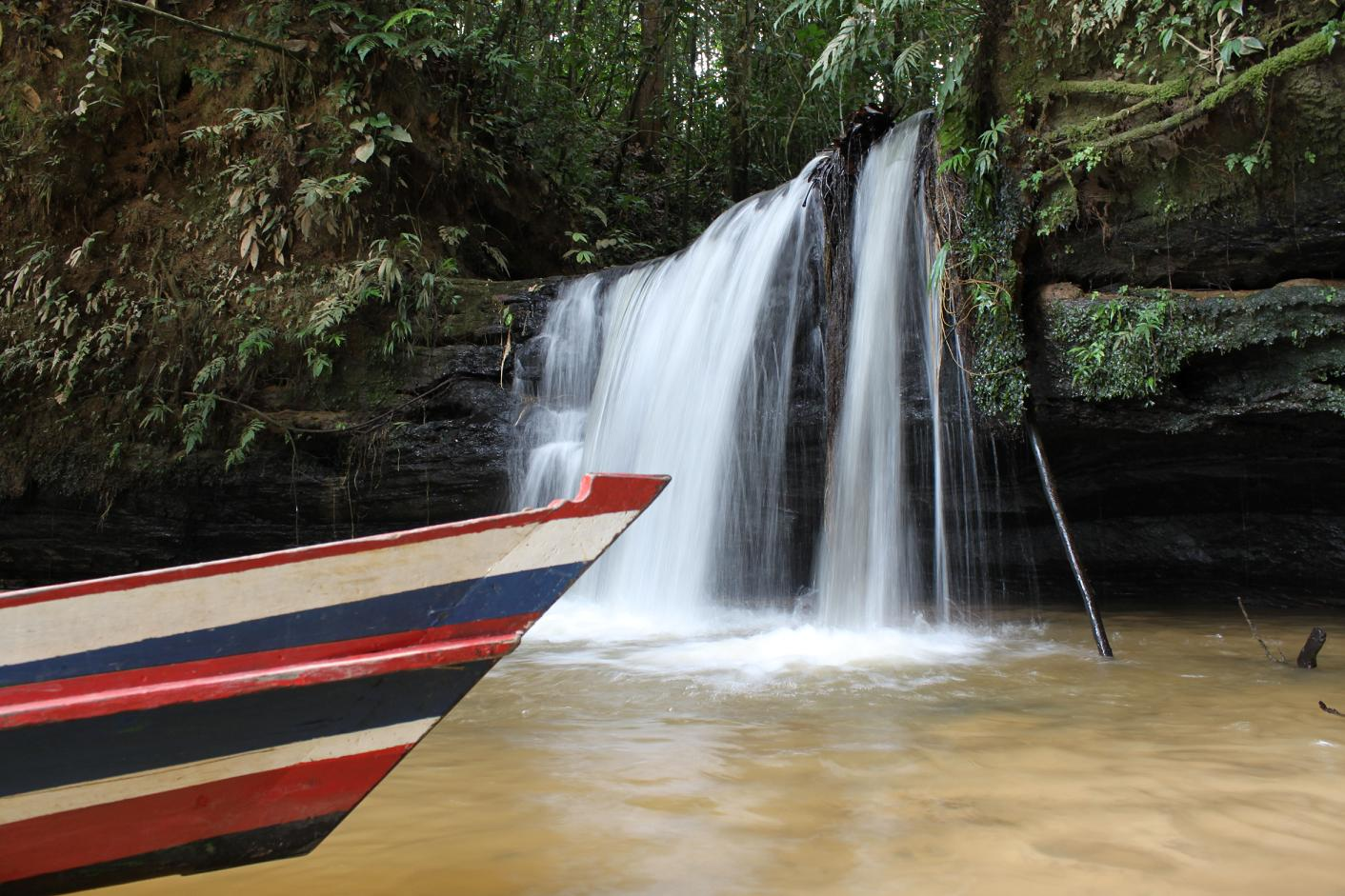